# سپیدایی هندسی
در علم نجوم، سپیدایی هندسی یک جرم آسمانی، نسبت روشنایی واقعی آن از دید منبع نور (یعنی در زاویه فاز صفر) به روشنایی یک دیسک مسطح ایده‌آل، کاملاً بازتابنده و با بازتاب پخشیده (لامبرتی) با همان سطح‌مقطع است (این زاویهٔ فاز به جهت مسیرهای نور اشاره می‌کند و به معنای مرسوم آن در اپتیک یا الکترونیک، یعنی یک زاویهٔ فاز، نیست).
بازتاب پخشیده نشان می‌دهد که تابش به صورت همسان‌گرد بازتاب می‌شود و هیچ نشانی از محل منبع نور فرودی وجود ندارد. زاویهٔ فاز صفر مربوط به مشاهده در امتداد جهت روشنایی است. برای ناظران زمینی، این زمانی اتفاق می‌افتد که جسم مورد نظر در وضعیت مقابله و در دایرة‌البروج قرار دارد.
سپیدایی هندسی بصری، به کمیت سپیدایی هندسی هنگامی که تنها برای تابش الکترومغناطیسی در طیف مرئی درنظر گرفته می‌شود اشاره دارد.

## اجرام بدون جو
مواد سطحی (سنگ‌پوشه) اجرام بدون جو (در واقع اکثر اجرام منظومهٔ شمسی) به شدت غیرلامبرتی هستند و اثر مقابله را نشان می‌دهند که تمایل شدید به بازتاب نور مستقیماً به سمت منبع خود، به جای پراکندگی نور است.
به همین دلیل تعیین سپیدایی هندسی این اجسام دشوار است؛ زیرا بازتابندگی آنها برای محدودهٔ کوچکی از زوایای فاز نزدیک به صفر، به شدت به اوج خود می رسد. شدت این قله به طور قابل توجهی بین اجرام متفاوت است و تنها با اندازه‌گیری در زوایای فاز به اندازه کافی کوچک می‌توان آن را یافت. چنین اندازه‌گیری‌هایی معمولاً به دلیل لزوم قرارگیری بسیار نزدیکِ ناظر به نور فرودی دشوار است. به عنوان مثال، ماه هرگز از زمین با زاویه فاز دقیقاً صفر دیده نمی‌شود، زیرا در این صورت در حال کسوف قرار می‌گیرد. دیگر اجرام منظومه شمسی به طور کلی در زاویه فاز دقیقاً صفر حتی در وضعیت مقابله هم دیده نمی‌شوند؛ مگر این‌که همزمان در گره صعودی یا نزولی مدار خود قرار داشته باشند و از این رو، در دایرةالبروج قرار بگیرند. در عمل، اندازه‌گیری‌ها در زوایای کوچک فاز غیرصفر برای استخراج پارامترهایی استفاده می‌شوند که ویژگی‌های بازتابی جهت جرم را مشخص می‌کنند (مؤلفه‌های هاپک). سپس تابع بازتاب توصیف‌شده توسط این‌ها را می‌توان به زاویه فاز صفر برون‌یابی کرد تا تخمینی از سپیدایی هندسی به دست آید.